# ハンク (バイオハザードシリーズ)
ハンク (HUNK) は、カプコンのゲーム『バイオハザードシリーズ』に登場する架空の人物。
本記事では、派生キャラクターのレディハンク (LADY HUNK) についても記述する。
| 『バイオハザード2』                                           | （以降、『2』）     |
| 『バイオハザード RE:2』                                       | （以降、『RE:2』）  |
| 『バイオハザード4』                                           | （以降、『4』）     |
| 『バイオハザード アンブレラ・クロニクルズ』                   | （以降、『UC』）    |
| 『バイオハザード ダークサイド・クロニクルズ』                 | （以降、『DC』）    |
| 『バイオハザード ザ・マーセナリーズ 3D』                      | （以降、『M3D』）   |
| 『バイオハザード リベレーションズ アンベールド エディション』 | （以降、『RV UE』） |
| 『バイオハザード リベレーションズ2』                          | （以降、『RV2』）   |
| 『バイオハザード オペレーション・ラクーンシティ』             | （以降、『OR』）    |

『バイオハザード3 LAST ESCAPE』（『3』）にはエピローグの1枚絵に登場。『バイオハザード CODE:Veronica』（『CV』）にはファイルに名前のみ登場する。

## 概要
年齢・血液型・身長・体重などのプロフィールは不明。男性であることしか明らかになっておらず、「ハンク」も本名ではなくコードネームである（このため、他の人物はChrisのように大文字+小文字で表記されるのに対し、ハンクは常時大文字だけで表記される）。アンブレラの私設特殊工作部隊 であるアンブレラ保安警察（U.S.S.）の アルファチームに所属しており、通称は「死神」「マスター」。どんな困難な任務でも必ず達成しては単独で帰還することにちなみ、同僚のナイトホークからは「死神」と呼ばれている。
U.S.S.隊員の制服であるグレーの服に黒の防弾ベストといった暗色の戦闘服に赤いレンズのガスマスクと戦闘用ヘルメットを着用しており、肌はすべて隠されている。素顔は『3』を高難易度で8回クリアするか、『UC』のハンクのシナリオ「The 4th survivor」をクリアするかのどちらかで見られる。ただし、前者のほうが明瞭に見え、茶髪で短髪であることがよくわかる（後者は一瞬しか確認できず、直接見えるわけではない）。また、『バイオハザード アウトブレイク ファイル2』には操作できないもののキャラクターデータが存在しており、こちらでの素顔は短い銀髪となっている。
任務遂行を最優先する冷徹な性格であり、『UC』では救援要請の無線に対して「ここは戦場だ…運命は自ら切り開け…」と言い放っている。また、B.O.W.や想定外のクリーチャーの脅威を前にしても、ゾンビの大群に囲まれたDJが発狂するラジオ放送を聴いても、動揺せずひたすら任務遂行だけを求めて暗躍している。さらに、『RE:2』ではウィリアム・バーキンからG-ウィルスを奪取する際に彼を生け捕りにして連れてくるよう本社から命令されていたが、バーキンが要求を拒否し銃を抜こうとした際に、他の隊員がやむを得ずバーキンを射殺。正当防衛とはいえ命令に背いた仲間を一時は叱責するも、その後すぐに冷静かつ的確に本社へ状況を報告するなど、いかなるときも任務に忠実であり、無闇に攻撃を行わず、無用な戦いを極力避けて迅速に行動する様子も見せている。一方、『2』の隠しシナリオ「The 豆腐 Survivor」のエンディングでは、ヘリコプター内で豆腐を切り取っては湯豆腐にして食べる姿が描かれているうえ、そばにポン酢らしき瓶まで用意されているというコミカルな面も描かれている。
『3』以降はシリーズの正史とされる作品の本編に登場していないため、それ以降の動向は不明となっており、本編とは無関係の操作キャラクターとして登場しているだけである。

## ストーリー

### バイオハザード2 「the 4th survivor」
隠しシナリオである「the 4th survivor」（「t4s」）はハンクを中心としたものであり、このシナリオにはこれといったボスは存在しない。G-ウィルス回収のために派遣されたアルファチームは、ウィリアム・バーキンを襲撃してサンプルの回収に成功する。しかし、隠し持っていたG-ウィルスを自らに投与してクリーチャー「G」と化したバーキンに逆襲され、ハンク以外の全隊員が惨殺されると共にサンプルも失われてしまった。その後は任務遂行のために奔走し、サンプルの回収に成功すると、ラクーンシティ警察署の屋上からヘリコプターで脱出して生還した。また、『UC』では「ナイトホーク」と呼ばれるヘリのパイロットに回収されており、その口調から彼とは知人であることがわかる。

### バイオハザード CODE:Veronica
本編への登場は無く、ファイルに名前のみ登場する。ファイルの内容は大型B.O.W.護送任務の完了報告書だった模様。また劇中より2年前（1996年）にロックフォート島で訓練していたことが判明する。文章から訓練所の所長であるアルフレッド・アシュフォードには多少なりと敬意を払っていた様子。

### バイオハザード4
当初は本編に登場する予定だったがボツになり、ミニゲーム「THE MERCENARIES」のみの登場となった。体術は敵の首をへし折る「処刑」（即死）と膝で蹴り上げるようなモーションの「蹴り」で、処刑は体術が可能な敵を一撃で倒す。ストックが装備されたマシンピストルと手榴弾を装備している。また、ナイフを装備していない。

### オペレーション・ラクーンシティ
キーパーソンとして登場し、大まかな行動は『2』と同じだが、本作ではアルファチームのリーダーという描写になっている。また、主人公たち「ウルフパック」の隊員の1人、ベクターの師匠である。能力や技術が自分より劣ると感じた者には冷酷に接するようだが、本編ではウィリアム・バーキンがGと化した後には身を挺して主人公たちを脱出させており、自身はG-ウィルス回収のために研究所に残っている。「HERO MODE」では操作キャラクターの1人で、偵察兵と通信兵を合わせた優れた能力を持ったキャラクターとなっている。

### バイオハザード リベレーションズ アンベールド エディション
ミニゲーム「レイドモード」のみに登場。体術はナイフによる刺突。

### バイオハザード リベレーションズ2
前作の『RV UE』に続き、今回も「レイドモード」のみに登場。体術は前作同様のナイフによる刺突。また、倒れている敵への追い打ちは『M3D』での体術「トリプルタップ」となっている。アクティブスキルの「クローキング」は、姿が見えなくなって敵に気づかれなくなる。

### バイオハザード RE:2
おおむねは『2』と同じ展開だが、最初の回収地点である警察署正門が封鎖されて迂回せざるを得なくなったため、ルートが『2』『UC』ともまた異なる。スタート地点がK12(『UC』でαチームの負傷者が救援要請を求めていたポイント)だったり、タイムリミットが迫って「ナイトホーク」の催促を受けた際に、彼に「ここは戦場だ、運命は自ら切り開け」と逆に脱出を促したりと(こちらも『UC』では前述のように救援要請者の無線に対してのコメント)『UC』を意識した展開になっている。
最後は警察署を突破し、「死神に会いたくなった」と戻ってきたナイトホークに回収される。また、『t4s』ではハンク以外のU.S.S.隊員は全滅だったが、『RE:2』のIFストーリーではハンク以外にゴーストという隊員が生存している。が、サンプルを回収してケーブルカーまで到達したところでエイダ・ウォンによって奪われ、その後の生死は不明。

## 主な使用武器
- H&K VP70（『2』『UC』） - 『2』ではハンドガン、『UC』ではマチルダの名称で登場。3点バーストを採用しているため、高火力である。レオン・S・ケネディの愛銃でもあり、「The 4th Survivor」で使用する。
- H&K USP（『RE:2』） - MUPの名称で登場。
- レミントンM1100-P（『2』） - ショットガンの名称で登場。同じく「The 4th Survivor」で使用する。
- レミントンM870（『RE:2』） - W 870の名称で登場。
- デザートイーグル.50AE（『2』『RV UE』『RE:2』） - マグナムの名称で登場。さまざまな人物が所持しているほか、同じく「The 4th Survivor」で使用する。『RV』でのゲスト出演でも使用する。『RE:2』ではライトニングホークの名称で登場し使用する。
- ステアーTMP（『4』『UC』） - マシンピストルの名称で登場。『4』の「THE MERCENARIES」ではエイダのものと異なり、ストックと一体化された特別仕様となっている。
- M26手榴弾（『4』『RE:2』） - 「THE MERCENARIES」で使用。初期装備でもある。敵を倒して入手することもできる。
- H&K MP5A3（『RE:2』） - LE5の名称で登場し「The 4th Surviver」で使用。ダットサイトが装着されており、実銃と異なり、使用弾薬は.380ACP弾である。

## ハンクを演じた声優
キース・シルバースタイン（英語吹き替え）
- 『バイオハザードアンブレラ・クロニクルズ』
- 『バイオハザード ダークサイド・クロニクルズ』
- 『バイオハザード オペレーション・ラクーンシティ』
- 『バイオハザード RE:2』

てらそままさき（日本語吹き替え）
- 『バイオハザード リベレーションズ』
- 『バイオハザード リベレーションズ2』
- 『バイオハザード オペレーション・ラクーンシティ』
- 『バイオハザード RE:2』

## レディハンク
ハンクに酷似した装備に身を包んだ少女。未使用のまま飾られていたイラストに開発スタッフがゲーム参戦を提案したことから、命名された。日本語吹き替えは『RV UE』で世戸さおり、『RV2』では品田美穂が担当。

### バイオハザード リベレーションズ アンベールド エディション
初登場作品。ハンクのDLCコスチュームとして追加された「レイドモード」専用キャラクター。体術として、トラースキックのような蹴り上げを用いる。
ミッション達成時に涙声で安堵したり無邪気に喜ぶなど、幼さの抜けていない言動や仕草が目立つが、全プレイアブルキャラクター中、最もマグナムが得意という脅威の技能を持つ。

### バイオハザード リベレーションズ2
本編の登場人物であるジーナ・フォリーのコスチュームバリエーションとして登場している。そのため、『RV UE』とは演じる声優が異なる他、技能や台詞もジーナ準拠に変更されている。

### 主な使用武器
- グロック18 - 『RV UE』でのキャラクター紹介で左手にナイフを構えての姿で公開。
- RPG-7 - 『RV2』のキャラクター紹介画像に携えた姿を公開。